# Garešnički Brestovac
Garešnički Brestovac falu Horvátországban Belovár-Bilogora megyében. Közigazgatásilag Gerzencéhez tartozik.

## Fekvése
Belovártól légvonalban 33, közúton 43 km-re délre, községközpontjától 4 km-re északra, a Monoszlói-hegység keleti lejtőin, a 45-ös számú főút mentén Garešnica és Zdenčac között, a Garešnica-patak bal partján fekszik.

## Története
A település csak a 20. század elején keletkezett Gerzence északi, Brestovac nevű határrészén. Neve a szilfát jelentő szláv „brest” (horvátul: brijest) főnévből származik és olyan helyet jelöl, ahol sok volt a szilfa. Lakosságát 1948-ban számlálták meg először, amikor 373-an lakták. 1918-ban az új szerb-horvát-szlovén állam, majd később Jugoszlávia része lett. 1941 és 1945 között a németbarát Független Horvát Államhoz, majd a háború után a szocialista Jugoszláviához tartozott. A háború után a fiatalok betelepülése miatt lakossága folyamatosan nőtt. Mára ez a növekedés megállt, sőt az utóbbi évtizedben csökkenés következett be. 1991-től a független Horvátország része. 1991-ben lakosságának 84%-a horvát, 5%-a szerb nemzetiségű volt. A délszláv háború idején mindvégig horvát kézen maradt. 2011-ben a településnek 908 lakosa volt.

## Lakossága
| Lakosság változása | Lakosság változása | Lakosság változása | Lakosság változása | Lakosság változása | Lakosság változása | Lakosság változása | Lakosság változása | Lakosság változása | Lakosság változása | Lakosság változása | Lakosság változása | Lakosság változása | Lakosság változása | Lakosság változása | Lakosság változása |
| ------------------ | ------------------ | ------------------ | ------------------ | ------------------ | ------------------ | ------------------ | ------------------ | ------------------ | ------------------ | ------------------ | ------------------ | ------------------ | ------------------ | ------------------ | ------------------ |
| 1857               | 1869               | 1880               | 1890               | 1900               | 1910               | 1921               | 1931               | 1948               | 1953               | 1961               | 1971               | 1981               | 1991               | 2001               | 2011               |
| 0                  | 0                  | 0                  | 0                  | 0                  | 0                  | 0                  | 0                  | 373                | 523                | 729                | 707                | 886                | 1.043              | 1.007              | 908                |

## Nevezetességei
Római katolikus temploma a település közepén a főutca mentén áll. Modern, kereszthajós  épület, melynek szentélye délkeletre néz. A harangtorony az északnyugati főhomlokzat északi oldalán áll, gúla alakú toronysisak fedi.